# 藥妝
药妆（cosmeceutical），也叫醫學保養品（Medical cosmetic）、功效性化妆品（Treatment cosmetics），是护肤品（skincare cosmetic）、與藥品（pharmaceutical）的结合。这类产品往往宣称能改善或保护皮肤的功效，部分产品及成分都有臨床實驗數據與醫學期刊發表論文背书。宣称的功能可能包括保湿、美白、防晒、清洁、去皱和抗衰老、控油清痘、抗炎抗敏修护等。
但是並非所謂醫學美容、药妆就是有特別功效，尤其在廠商誇大宣傳下，醫藥人員不實宣傳以及利用消費者資訊不對等的情況下，誘導消費者付出溢價來購買。在美国等不需要提供功效证明的国家，这种溢价问题值得重视。

## 历史
约公元前4000年，古埃及人便已开始使用化妆品。

## 地域与定义
由于法律与监管体系不同，世界各国家或地区对功能性化妆品的定义有所不同。在美国，法律不要求药妆品证明其功效。

## 護膚目的
在於保持皮膚適當水份及油脂，並不是提供皮膚營養。乾燥肌膚要確認的是角質層中的胺基酸量減少，所以為維持健全的角質需要水分及保持水分的物質，其主體存在於角質層中的游離胺基酸及來自於胺基酸的物質，總稱為天然保濕因子。
近年來，天然護膚品的興起亦越來越受到人們的關注和追捧。與傳統的化學成分濃厚的護膚品相比，天然護膚品 （页面存档备份，存于）以其純淨的成分和對皮膚的溫和性贏得了廣大消費者的青睞。

### 可能添加的清潔成分
保養品可能添加的成分整理表。
| 類型   | 成份                  | 概略特性      |  |
| 溫和型 | Acyl isethionatw      | 界面活性劑    |  |
| 溫和型 | Alkyl betaine         | 抗靜電        |  |
| 溫和型 | Coco-hydroxysultaine  | 界面劑/抗靜電 |  |
| 溫和型 | Alkyl Polyglucoside   | 界面劑        |  |
| 一般型 | Potassium palmitate   | 界面劑/乳化劑 |  |
| 一般型 | Potassium ricinoleate | 酸鹼調節      |  |

## 毛孔
皮脂腺分泌油脂流向皮膚表面的小通道的小孔。毛孔的直徑大約為0.02~0.05毫米小，每一平方厘米皮膚上約有100~120個毛孔，人的臉部約有兩萬多個毛孔。平時肉眼看不到毛孔，由於年齡、季節、女性生理週期、懷孕、精神壓力等因素造成皮脂腺分泌油脂過盛，毛孔便會粗大。毛孔粗大，會使微塵和殘妝等污垢及脂肪酸堆積阻塞容易細菌侵入，產生青春痘等困擾，讓毛孔更為明顯，皮膚變得粗糙，不易上妝，化妝後顯得粗糙暗淡。